# Ціанопептоліни
Ціанопептоліни (англ. Cyanopeptolins) — клас олігопептидів, що продукуються водоростями Microcystis і Planktothrix і можуть бути нейротоксинами. Виробництво ціанопептолінів відбувається за допомогою синтаз нерибосомних пептидів (NRPS).

## Характеристика
Підвищення температури води через глобальне потепління і евтрофікацію внутрішніх вод сприяє цвітінню ціанобактерій, потенційно загрожуючи забрудненням води виробленням токсичного ціанопептоліну (CP1020).

## Вплив
Вплив ціанопептоліну (CP1020) на риб даніо-реріо спричинив пошкодження ДНК, циркадних ритмів та реакцію на світло.